# Coulicou à bec jaune
Coccyzus americanus
Espèce
Statut de conservation UICN

 LC  : Préoccupation mineure

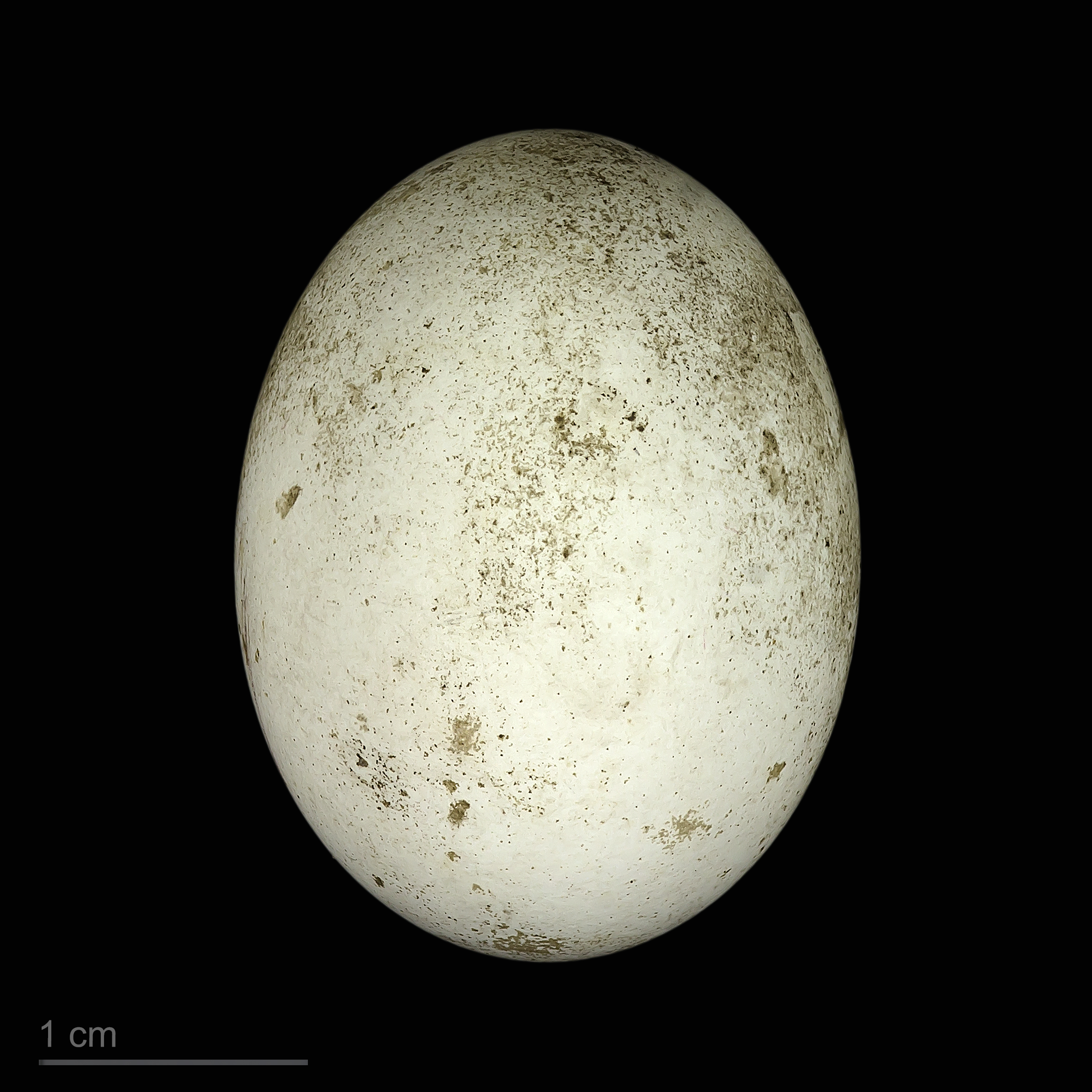
Œuf de Coccyzus americanus - Muséum de Toulouse

Le Coulicou à bec jaune (Coccyzus americanus) est une espèce de coucou américain de la famille des Cuculidae.
Contrairement aux coucous de l'Ancien Monde, les femelles ne parasitent pas les nids d'autres oiseaux par leur ponte mais elles construisent leurs propres nids.

## Description
Le coulicou à bec jaune à la mandibule supérieure et l'extrémité inférieure de couleur noir, le reste de la mandibule inférieure étant jaune. Les parties supérieures sont olive verdâtre métallique légèrement teintées de cendre vers le bec. Le dessous est blanc. Les plumes de la queue (à l'exception de la médiane qui est semblable au dos) sont noires terminées de blanc sur les externes. Les pennes sont orange cannelle. L'iris est brun.

## Liens externes

Carte de répartition.
Aire de nidification
Voie migratoire
Aire d'hivernage